# Moerashertshooigoudhaantje
Het moerashertshooigoudhaantje (Chrysolina brunsvicensis) is een keversoort uit de familie bladkevers (Chrysomelidae). De wetenschappelijke naam van de soort werd in 1807 gepubliceerd door Gravenhorst.